# Ázád Kašmír
Ázád Kašmír (urdsky آزاد کشمیر, Āzād Kašmīr, anglicky Azad Kashmir, plným názvem Ázád Džammú a Kašmír, urdsky آزاد جموں و کشمیر, Āzād Jamūñ va Kašmīr, anglicky Azad Jammu and Kashmir, AJK) je jedna z Pákistánem ovládaných částí Kašmíru, resp. původního indického státu Džammú a Kašmír (druhou takovou částí je Gilgit - Baltistán). Ázád v urdštině znamená svobodný, úřední název se však do většiny jazyků nepřekládá, protože sama vláda Azád Kašmíru dává v anglických textech přednost termínu Azad Kashmir před Free Kashmir. V češtině se název Svobodný Kašmír užíval pouze řídce v literatuře.
Ázád Kašmír sousedí na jihozápadě s Paňdžábem, na západě s Chajbar Paštúnchwou, na severu s Gilgit-Baltistánem a na východě s indickou částí státu Džammú a Kašmír.

## Dějiny

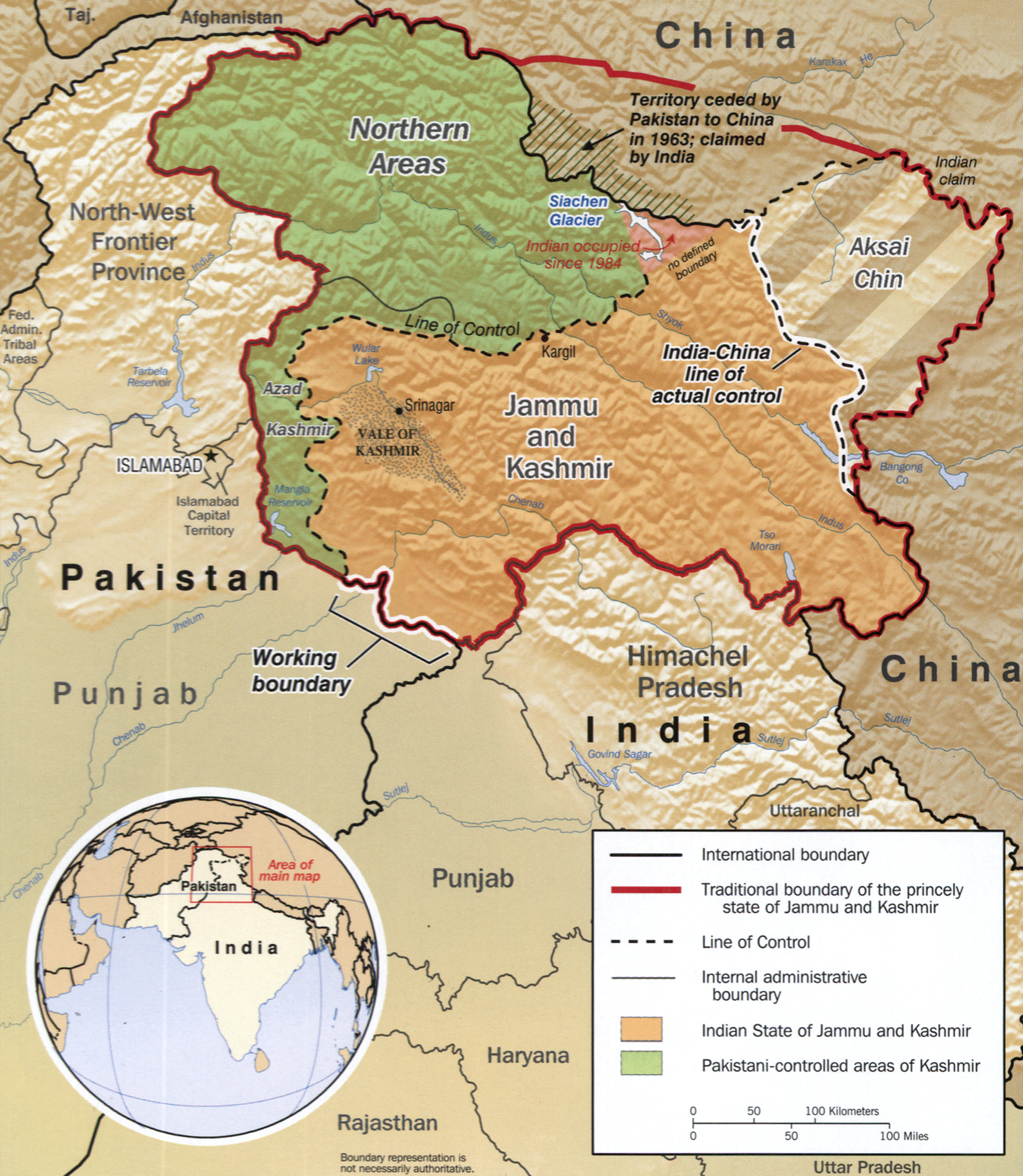
Mapa Azád Kašmíru

Po rozdělení Indie na Indii a Pákistán v roce 1947 a po indo-pákistánské válce došlo k dohodě o příměří, na jejímž základě Pákistán získal kontrolu nad částí státu Džammú a Kašmír. V další válce v roce 1971 byla část Ázád Kašmíru dočasně dobyta indickými jednotkami, ale o rok později byla na základě dohody o příměří opět vrácena.
Pákistán rozdělil svou část Kašmíru na dvě části:
- Ázád Kašmír, 400 km dlouhý a 15 až 65 km široký pruh území na východ od Islámábádu a na jih od masívu Nanga Parbat (13 297 km²), s autonomním statusem
- Gilgit-Baltistán (urdsky گلگت و بلتستان, Gilgit va Baltistān), do roku 2009 známý jen jako Severní oblasti, (urdsky شمالی علاقہ جات, Šimālī ʿilāqâ jāt, anglicky Northern Areas), mnohem větší území (72 496 km²) hor kolem strategické Karakoram Highway, prohlášené za součást Pákistánu, nemá však autonomii ani postavení člena federace jako jiné části země, místo toho je spravováno přímo federální vládou
  - Malou část Severních oblastí postoupil Pákistán v roce 1963 Číně.

Ani jedna z těchto částí nemá status a práva normální pákistánské provincie.

## Správní členění
Ázád Kašmír se dělí na 10 okresů (urdsky ضلع zila'a, množné číslo اضلاع azilā'a, anglicky district, množné číslo districts). Základ správního členění pochází ještě z dob Britské Indie, okres Púnčh byl přetnut linií příměří a stejnojmenný okres dnes existuje i v indické části Kašmíru.
Vláda AJK v srpnu 2009 zavedla dva nové okresy Haveli (Havélí) a Hattian Bala (Hatján Bálá), ale ani na svých stránkách zatím neuvádí jejich rozlohu a počet obyvatel. Nejsou k dispozici ani mapy, na kterých by nové okresy byly zakresleny. Okres Havélí byl zřejmě vyčleněn z Bághu (východní část), jeho správním centrem je město Kahúta (کہوٹہ). Okres Hatján Bálá byl snad vyčleněn z Muzaffarábádu – obec toho jména se na mapách objevuje v horách na jihovýchod od Muzaffarábádu, na trase autobusové linky, která jednou týdně překračuje linii kontroly do Šrínagaru v indickém Kašmíru. Určité pochybnosti však přináší další stránka vlády AJK[nedostupný zdroj], která tvrdí, že „A new districts of Havaile(Kahuta) and Hattian(Athmuqam) have also been declared in the north.“ („Nové okresy Havaile (Kahuta) a Hattian (Athmuqam) byly také vyhlášeny na severu.“) Město Athmuqam je totiž podle dosavadních map správním centrem okresu Neelum (Nílam).
| Okres | Okres        | Okres        | Urdsky         | Rozloha (km²) | Obyvatel |
| ----- | ------------ | ------------ | -------------- | ------------- | -------- |
| 1.    | Neelum       | Nílam        | ضلع نیلم       | 3 621         | 106 778  |
| 2.    | Muzaffarabad | Muzafar Ábád | ضلع مظفرآباد   | 2 496         | 810 000  |
| 3.    | Bagh         | Bágh         | ضلع باغ        | 1 268         | 417 000  |
| 4.    | Punch        | Púnčh        | ضلع پونچھ      | 855           | 439 000  |
| 5.    | Sudhamti     | Sudhantí     | ضلع سدھنتی     | 569           | 238 000  |
| 6.    | Kotli        | Kótlí        | ضلع کوٹلی      | 1 862         | 608 000  |
| 7.    | Mirpur       | Mírpúr       | ضلع میرپور     | 1 010         | 356 000  |
| 8.    | Bhimber      | Bhimbar      | ضلع بھمبر      | 1 516         | 326 000  |
| 9.    | Haveli       | Havélí       | ضلع حویلی      |               |          |
| 10.   | Hattian Bala | Hatján Bálá  | ضلع ہٹیاں بالا |               |          |